# John Conlee
John Conlee (Versailles (Kentucky), 11 augustus 1946) is een Amerikaans countryzanger.

## Biografie
Conlee begon zijn muziekcarrière in de jaren 70 bij ABC Records. Zijn grootste hits had hij voornamelijk in de tijdsspanne van 1978 tot midden jaren 80. In totaal heeft hij 29 singles uitgebracht waarvan er 26 een top 20-klassering bereikten. Acht nummers eindigden als nr. 1 in de nationale countryhitlijsten.
Tot zijn voornaamste hits behoren "Rose Colored Glasses," "Friday Night Blues," "As Long As I'm Rockin' With You," "Way Back," "Miss Emily's Picture," "I'm Only In it For the Love," "The Carpenter," "Lady Lay Down," "Domestic Life," "I Don't Remember Loving You," "The Old School," "Common Man," "Back Side of Thirty," "Busted," en andere.
"Rose Colored Glasses", de titel van Conlees eerste hitsucces, werd eveneens zijn handelsmerk. Tijdens optredens verscheen hij doorgaans met een bril met roze glazen. De countryzanger woont met zijn vrouw en drie kinderen op een landgoed buiten Nashville, en is nog steeds actief in de muziekbusiness.
In 2006 werd Conlee opgenomen in de Kentucky Music Hall of Fame.
- Bibliothèque nationale de France: cb13892678w (data)
- International Standard Name Identifier: 0000 0000 5514 4686
- Library of Congress Control Number: n92023956
- MusicBrainz: 0d1cc5a8-8d4e-47e1-95b6-07744492a944
- Nederlandse Thesaurus van Auteursnamen: 071467076
- Virtual International Authority File: 51874803
- WorldCat: E39PBJtGWDDGmmxQPrgBBrxFKd